# Martha Mendoza
Martha Mendoza (16 de agosto de 1966) fue una periodista de Associated Press.
Obtuvo su primer Pulitzer en la categoría de Reportaje de Investigación en el año 2000 como parte de un equipo de periodistas de Associated Press (AP) que descubrió la masacre de civiles coreanos a manos de soldados estadounidenses en el puente de No Gun Ri durante la guerra de Corea. Su segundo Pulitzer en 2016, por un reportaje que reveló que los mariscos que se vendían ampliamente en las tiendas de Estados Unidos eran procesados por mano de obra esclava en el sudeste asiático, fue el primer Premio Pulitzer al Servicio Público de la historia de AP. El 21 de septiembre de 2020, Mendoza ganó un premio Emmy por su documental de colaboración Kids Caught in the Crackdown producido por Frontline y PBS.
Mendoza es actualmente una reportera nacional de AP con sede en el norte de California y miembro del equipo de investigación global de AP. Se ha especializado en informar sobre la trata de personas en Asia desde 2015.